# Сэй, Джон де, 4-й барон Сэй
Джон де Сэй (лат. John de Say; 1373 — 27 июля 1382) — английский аристократ, 4-й барон Сэй с 1375 года. Сын Уильяма де Сэя, 3-го барона Сэя, и его жены Беатрисы Брюес, дочери Томаса Брюеса, барона Брюеса. После смерти отца номинально унаследовал семейные владения и баронский титул в возрасте двух лет. Умер спустя всего семь лет и стал последним представителем рода Сэев. Права на титул перешли к его старшей сестре Элизабет.